# Otto Steiger
Otto Steiger fue un científico suizo, quien construyó, en 1892, la primera calculadora que tuvo éxito comercial, basada en la técnica de Ramón Verea y León Bollee; su nombre fue la Millonaria.
Fue creada para realizar rápidamente las cuatro operaciones fundamentales, siendo un acontecimiento en el cálculo mecánico. Poseía una asombrosa velocidad al realizar multiplicaciones y divisiones frente a otras calculadoras de la época, ya que no las realiza mediante sumas sucesivas y restas sucesivas, cada dígito del multiplicador o del cociente se procesa mediante una sola vuelta de manivela que traslada automáticamente un espacio al mecanismo resultante.
Se utilizó para los grandes negocios y en algunas aplicaciones de cálculo científico.
Esta máquina fue producida en serie entre 1895 y 1935 por el ingeniero suizo Hans W. Egli. Algunos modelos de esta máquina llegaron a pesar hasta 55 kg, y se estima que se vendieron en total unas 4.700 unidades.
- Datos: Q3038900
- Multimedia: Otto Steiger (engineer) / Q3038900